# Spust

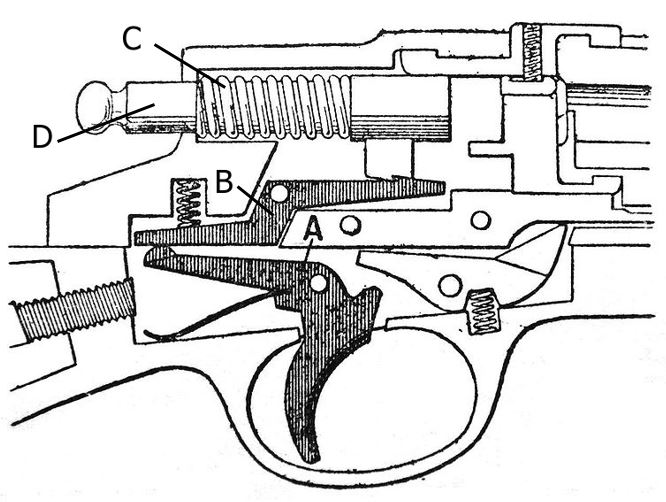
Spust (oznaczony literą A) w karabinie

Spust – element mechanizmu spustowego broni palnej, służący do zwalniania tego mechanizmu przez strzelca w celu oddania strzału. Najczęściej ma formę języka, rzadziej szyny spustowej lub przycisku. 
Broń posiada najczęściej jeden spust, rzadziej dwa, do ognia pojedynczego i seriami, lub odpalające naboje w różnych lufach broni dwulufowej np. dubeltówce.
Rozróżnia się spusty: 
- jednooporowe – wykorzystywane do ognia pojedynczego lub ciągłego.
- dwuoporowe – krótkie ściągnięcie-ogień pojedynczy, długie-ogień ciągły.

W broni sportowej stosuje się spusty ze specjalnymi przyspiesznikami. W niektórych karabinach maszynowych, głównie czołgowych i lotniczych, stosuje się elektromagnetyczne zwalnianie spustu (tzw. elektrospusty).
Siła potrzebna do zwolnienia spustu powinna być tak dobrana, aby uniemożliwić przypadkowe wystrzały (np. przy upadku broni lub przypadkowym dotknięciu). Nie powinna ona jednak utrudniać normalnego działania. Dla broni indywidualnej wynosi ona zwykle 20–30 N.